# Il rapimento di Lol V. Stein
Il rapimento di Lol V. Stein (Le Ravissement de Lol V. Stein) è un romanzo di Marguerite Duras del 1964.

## Trama
All'inizio del romanzo, Lol Stein è una donna sulla trentina, nata e cresciuta a S Tahla in una famiglia borghese e fidanzata con Michael Richardson da quando aveva 19 anni. Tuttavia, a un ballo nella località balneare di T Beach Michael Richardson lascia Lol per Anne-Marie Stretter, una donna più anziana. Dopo un difficile recupero da questo shock, Lol sposa Jean Bedford, un musicista che ha conosciuto in una delle sue passeggiate quotidiane. Assieme si trasferiscono da S Tahla.
Dieci anni più tardi, con tre figli, Lol è una donna coi piedi per terra che esce raramente di casa. Ritorna con la famiglia a S Tahla e si trasferisce nella casa in cui è cresciuta. Lol riprende le sue passeggiate quotidiane come faceva in passato. Un giorno riconosce Tatiana Karl, l'amica che l'aveva consolata dopo la sua rottura con Michael Richardson. L'uomo che accompagna Tatiana fa una profonda impressione su Lol.
Lol ristabilisce il contatto con Tatiana e arriva a conoscere sia il marito e l'amante, Jacques Hold. Lol è in grado di ottenere informazioni da Jacques sugli eventi del ballo di T Beach di dieci anni prima. Lol rivela a Jacques il suo interesse per lui, ma gli proibisce di stare con lei invece di Tatiana.
Lol spia Tatiana e il suo amante, ma Jacques se ne accorge. Un giorno Lol dice a Jacques che è stata a T Beach sola e prevede di tornare con lui. Lol mostra a Jacques stanza dove lei e Michael Richardson si separarono. Passano la notte insieme. Il giorno successivo, Jacques ha un ultimo incontro con Tatiana Karl.

## Edizioni
- Marguerite Duras, Il rapimento di Lol V. Stein, traduzione di Clara Lusignoli, Einaudi, 1966.
- Marguerite Duras, Il rapimento di Lol V. Stein, traduzione di Clara Lusignoli, Feltrinelli, 1989, ISBN 88-07-01376-2.